# Rajd Wikingów 1960
Rajd Wikingów 1960 (10. Viking Rally) – 10. edycja rajdu samochodowego Rajd Wikingów rozgrywanego w Norwegii. Rozgrywany był od 16 do 18 września 1960 roku. Była to jedenasta runda Rajdowych Mistrzostw Europy w roku 1960.

## Klasyfikacja rajdu
| Miejsce                      | Kierowca                     | Pilot                        | Samochód                      | Czas                         | Strata                       |                              |
| Klasyfikacja generalna i ERC | Klasyfikacja generalna i ERC | Klasyfikacja generalna i ERC | Klasyfikacja generalna i ERC  | Klasyfikacja generalna i ERC | Klasyfikacja generalna i ERC | Klasyfikacja generalna i ERC |
| ---------------------------- | ---------------------------- | ---------------------------- | ----------------------------- | ---------------------------- | ---------------------------- | ---------------------------- |
| 1.                           | Carl-Magnus Skogh            | Rolf Skogh                   | Saab 96                       | 46                           | -                            |                              |
| 2.                           | Arne Wernersson              | Tore Nilsson                 | Saab 96                       | 58                           | +12                          |                              |
| 3.                           | Gunnar Andersson             | Palle Borch                  | Volvo PV 544 Sport            | 1:04                         | +17                          |                              |
| 4.                           | Arne Ingier                  | Ole Johan Killingmoe         | Volvo PV 544 Sport            | 1:06                         | +20                          |                              |
| 5.                           | John Unnerud                 | Jan Erik Martinsen           | Volvo PV 544 Sport            | 1:07                         | +20                          |                              |
| 6.                           | Harry Bengtsson              | Erik Pettersson              | Volkswagen Käfer Typ 122 1200 | 1:11                         | +24                          |                              |
| 7.                           | Jens-Jarl Jærnes             | Johan Solem                  | Volvo PV 544 Sport            | 1:17                         | +30                          |                              |
| 8.                           | Bo Ljungfeldt                | Gunnar Häggbom               | Ford Anglia                   | 1:18                         | +32                          |                              |
| 9.                           | Lars-Erik Carlström          | Carl Schlegel                | Volvo PV 544 Sport            | 1:19                         | +32                          |                              |
| 10.                          | Rune Larsson                 | Bror Hultgren                | Volkswagen Käfer Typ 122 1200 | 1:21                         | +34                          |                              |